# オートルート A10
オートルート A10 （Autoroute française A10、高速道路A10号線）は、フランスのオートルートの1つ。ラキテーヌ（L’Aquitaine）の別名でも呼ばれる。パリからオルレアン、トゥール、ポワティエ、ニオールを経由してボルドーの循環道路A630に達する。
サントからボルドー区間は、エステュエール自動車道（fr）の一部にもなる。フランス最長のオートルートであり、欧州レベルではE5と接続している。

## 概要
A10号線は2つの道路会社が運営している。北部のパリ＝ポワティエ区間を運営するのは、FM放送・オートルートFM（fr）を運営する有料道路会社コフィルート（fr）である。南部のポワティエ＝ボルドー間は、ラジオ放送局ラディオ・トラフィクFM（fr）を運営する有料道路会社ASF（fr）である。

## 特徴
A10には以下の無料区間がある。
- A6bとパリ南部N104の区間、約21km
- トゥールの約8km区間
- N10から、ボルドー北部のN230とA630が交わるインターチェンジの区間、約19km